# لما مغرسا
 لما مغرسا (من مواليد 26 يوليو 1970) سياسي إثيوبي يشغل حاليًا منصب وزير الدفاع في إثيوبيا، وكان رئيسًا لمقاطعة أوروميا الإقليمية في إثيوبيا ونائب رئيس حزب أورومو الديمقراطي الحاكم في المنطقة. تم تعيينه وزيرا في 18 أبريل 2019. منذ تشكيل حزب الازدهار الجديد.

## الحياة الشخصية
مغرسا هي عضو مجلس إدارة جمعيات الله في إثيوبيا. 